# USS Bismarck Sea (CVE–95)
A USS Bismarck Sea az Amerikai Egyesült Államok Haditengerészetének Casablanca osztályú kísérő repülőgép-hordozója volt, amelyet 1944-ben állítottak hadrendbe. A 7. Flotta kötelékében tevékenykedett, végül 1945. február 21-én japán kamikazék süllyesztették el Ivo Dzsimánál.

## Pályafutása

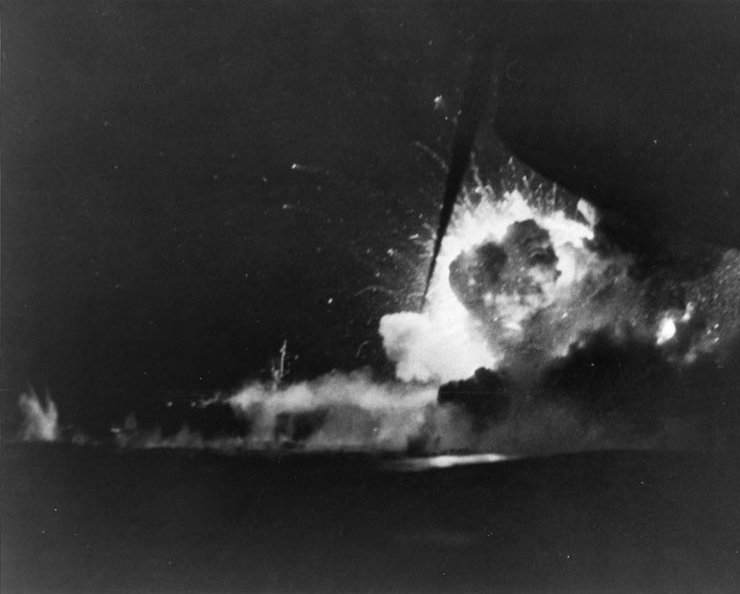
Robbanás a hordozón Ivo Jima partjainál

A Bismarck Sea 1944 júliusában és augusztusában San Diego és a Marshall-szigetek között kísért konvojokat. Javítások és további gyakorlatok után a hajó csatlakozott Thomas C. Kinkaid tengernagy Karolina-szigeteknél állomásozó flottájához. 1944. november 14. és 23. között részt vett a Leyte-öbölbeli csatában, majd 1945. január 9. és 18. között a Lingayen-öbölbeli partraszállásban. Február 16-án megérkezett Ivo Dzsimához, hogy támogassa az inváziót.
1945. február 21-én két kamikaze repülőnek sikerült az erős légelhárító tűz ellenére megközelítenie a Bismarck Sea-t. Az egyik az első 40 milliméteres ágyú alatt a hajó jobb oldalába csapódott, átütötte a hangárfedélzetet és a raktárakban robbant fel. A tüzet csaknem sikerült megfékezni, amikor a második repülő belevágódott a liftaknába. A robbanás megsemmisítette a tűzoltórendszer vízellátását. Kevéssel ezután kiadták a parancsot a sérült hordozó elhagyására. A Bismarck Sea legénységéből 318-an haltak meg. A második világháború során több amerikai hordozó már nem süllyedt el. A következő 12 órában három romboló és három kísérő romboló 605 embert mentett ki a vízből. Az Edmonds egymaga 378 tengerészt mentett ki. Legénységéből harmincan maguk is a vízbe ugrottak, hogy segítsenek a sebesült, kimerült tengerészeknek.

## Fordítás
- Ez a szócikk részben vagy egészben  az   USS Bismarck Sea (CVE-95) című angol Wikipédia-szócikk fordításán alapul.  Az eredeti cikk szerkesztőit annak laptörténete sorolja fel. Ez a jelzés csupán a megfogalmazás eredetét és a szerzői jogokat jelzi, nem szolgál a cikkben szereplő információk forrásmegjelöléseként.